# Université Chulalongkorn
L'université Chulalongkorn (thaï : จุฬาลงกรณ์มหาวิทยาลัย ; RTGS: Chulalongkon Maha Witthayalai ; API : /t͡ɕu'laːloŋ'kɔ̄ːn ma'haːwíttʰajaːlaj/), communément appelée Chula (thaï : จุฬาฯ), crée en 1917, est la plus ancienne université de Thaïlande.
Cette université est depuis longtemps considérée comme l'une des plus prestigieuses du pays.

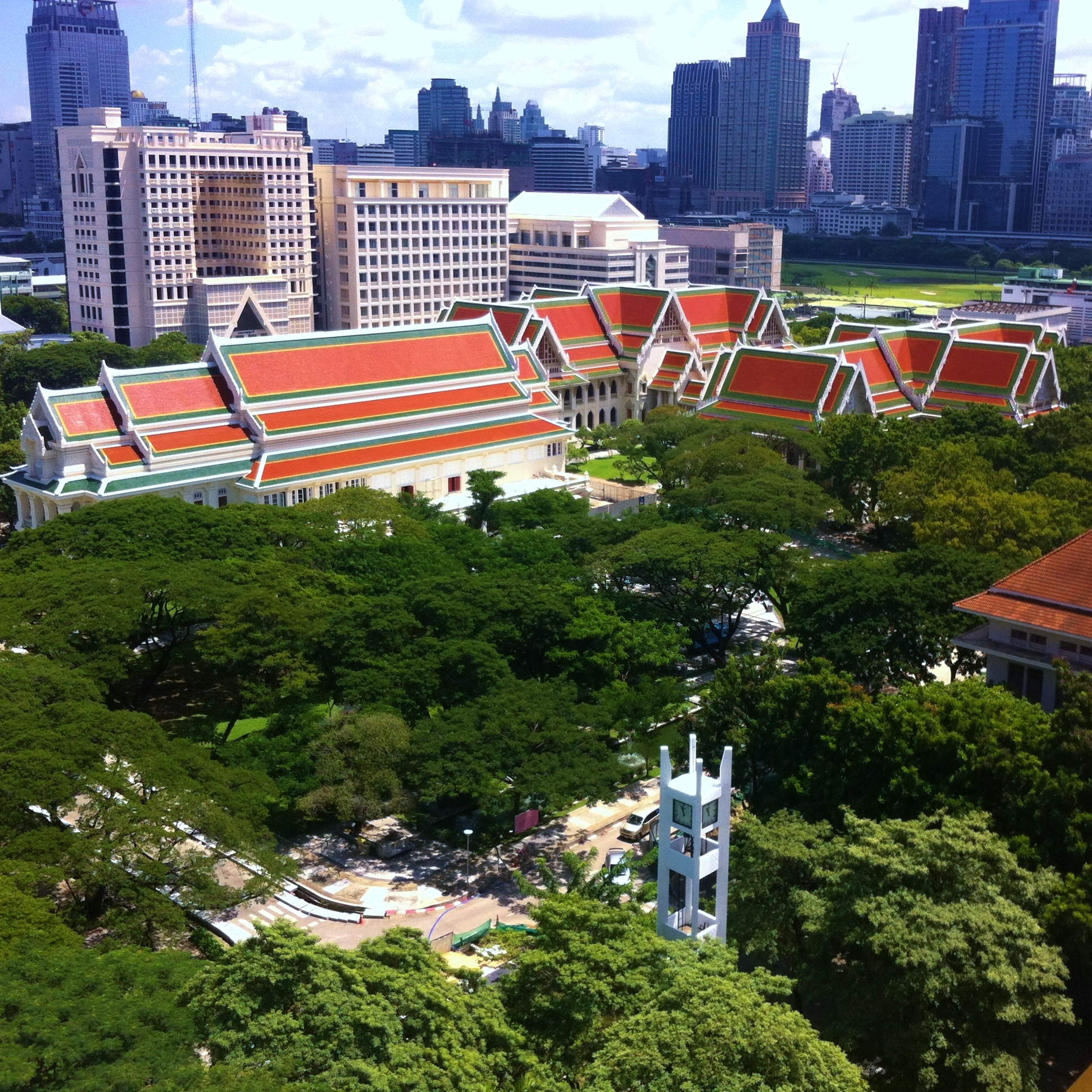
Campus de l'université Chula et faculté des arts en haut à gauche.

Elle regroupe maintenant 19 facultés et quelques écoles et instituts. Considérée comme la meilleure et la plus sélective université de Thaïlande, elle attire logiquement les meilleurs étudiants du pays.
Son campus occupe un vaste secteur au centre de Bangkok dans le quartier de Pathum Wan (Khet), juste à côté du populaire Siam Square. Le symbole de l'université est le Phra Kiao (La petite couronne), l'insigne du roi Rama V. Les diplômes étaient traditionnellement distribués par le roi de Thaïlande : c'est le roi Prajadhipok (Rama VII) qui institua cette tradition.

## Origine du nom
Elle est baptisée du nom du roi Chulalongkorn (Rama V) et a été établie par son fils et successeur le roi Vajiravudh (Rama VI) en 1917 en combinant l'École royale des pages (École royale des fonctionnaires) et l'université de médecine.

## Étudiants connus
- La princesse Maha Chakri Sirindhorn : de 1973 à 1977, elle étudia à l'université, devenant le premier membre de la famille royale thaïlandaise à recevoir un diplôme d'une université thaïlandaise. Auparavant, les membres de la famille royale allaient toujours étudié à l'étranger.
- Surakiart Sathirathai (en), il a obtenu un Bachelor's of Laws, l'équivalent de la maîtrise dans l'enseignement supérieur français, avec mention (Summa Cum Laude). Il devint, par la suite, ministre des Finances, ministre des Affaires étrangères et vice-Premier ministre à la fin de sa carrière politique.

## Classements internationaux
- L'université Chulalongkorn est classée 245e dans le classement QS World , ce qui en fait l'école thaïlandaise la mieux classée[2]
- L'université Chulalongkorn est classée 45e dans le classement QS Asia , soit la 1e place thaïlandaise[3]
- L'université Chulalongkorn est classée 151-200e dans le classement QS Graduate Employability, ce qui en fait l'école thaïlandaise la mieux classée[4]
- L'université Chulalongkorn est classée 432e dans le classement CWTS, ce qui en fait l'école thaïlandaise la mieux classée[5]
- L'université Chulalongkorn est classée 320e dans le classement CWUR , soit la 1e place thaïlandaise[6]
- L'université Chulalongkorn est classée 398e dans le classement RUR , soit la 1e place thaïlandaise[7]
- L'université Chulalongkorn est classée 182e dans le classement RUR  reputation, soit la 1e place thaïlandaise[8]
- L'université Chulalongkorn est classée 424e dans le classement RUR  Research Performance, soit la 1e place thaïlandaise[9]
- L'université Chulalongkorn est classée 601-800e dans le classement THE world[10].
- L'université Chulalongkorn est classée 30e dans le classement UI Green Metric, ce qui en fait l'école thaïlandaise la mieux classée[11]

## Musées
On peut visiter de nombreux musées dont :
- l'Human Body Museum à la faculté de dentisterie et ainsi découvrir l'anatomie humaine dans ses moindres détails
- Le Muséum d'histoire naturelle (The Chulalongkorn University Museum of Natural History) à la faculté des sciences qui possède une exceptionnelle collection de spécimens ( mammifères, reptiles, oiseaux...) et aussi la plus grande collection d'insectes du royaume[12]